# Banari
Banari (Bànari in sardo) è un comune italiano di 508 abitanti della città metropolitana di Sassari in Sardegna, nel Meilogu. Dista 47 km da Alghero e 30 da Sassari.

## Origini del nome
Il toponimo Banari potrebbe derivare etimologicamente dal nome della popolazione nuragica dei Balari.

## Storia
Il territorio fu abitato fin dal Neolitico recente, come testimoniano antiche strutture sepolcrali (Domus de Janas) risalenti al 4200-3400 a.C. ed alcuni nuraghi dell'età del Bronzo medio (1800 - 1200 a.C.) presenti nella zona.
A partire dal 238 a.C. entrò a far parte della dominazione romana, come testimonia una necropoli nei pressi del paese.
Nel Medioevo appartenne al Giudicato di Torres e fece parte della curatoria di Meilocu. Alla caduta del giudicato (1259) passò sotto il dominio della famiglia genovese dei Doria. Dopo la guerra sardo-catalana (1353-1420) entrò a far parte della Sardegna aragonese, fece parte della Contea di Montesanto e data in feudo a Blasco Alagon. Dopo essere passato sotto la signoria di diversi feudatari, il paese fu riscattato all'ultimo signore, Maurizio Musso conte di Montesanto, nel 1839 con la soppressione del sistema feudale, per cui divenne un comune amministrato da un sindaco e da un consiglio comunale.
Nel 1882 chiede l'autonomia del seggio elettorale e nel 1885 ottiene la separazione elettorale dal comune di Siligo.

### Simboli
Lo stemma e il gonfalone del comune di Banari sono stati concessi con decreto del presidente della Repubblica del 21 giugno 1994.
(D.P.R. 21 giugno 1994)
Il gonfalone è un drappo di bianco.

## Monumenti e luoghi d'interesse

### Architetture religiose
I principali edifici religiosi del paese sono 
- la chiesa parrocchiale di San Lorenzo,
- la chiesa di San Michele,
- l'oratorio di Santa Croce,
- la chiesa campestre di Santa Maria di Cea.

### Architetture civili
- Palazzo Comunale in trachite rossa.
- Palazzo nobiliare Logudoro Meilogu dove ha sede l'omonima Fondazione ed il relativo Museo d’Arte contemporanea.
- Monumento ai caduti a lapide. Una lastra in trachite rosa a cornice ad una lapide marmorea con scritta commemorativa e medaglione nella parte superiore.
- Ex Cassa Comunale di Credito Agrario, significativa testimonianza architettonica del Governo Sabaudo (dalle fonti documentarie del 1761).
- Immobile in via Marongiu n.19. Abitazione rurale tradizionale.

### Siti archeologici
Nel territorio si contano vari nuraghi, molti dei quali quasi irriconoscibili e varie tombe. 
- Nuraghe Domo 'e Pabaras. Nuraghe a tholos, in trachite.
- Nuraghe Monte Franca. Nuraghe a tholos costruito in roccia calcarea.
- NuragheCorona Alta
- NuragheSa Tanchitta
- Nuraghesu Crabione
- NuragheFarre
- Domus de Janas di sa Tanca de su Crabione (tomba a camera ipogea) con due ambienti.
- Domus de Janas di Ziu Iuanne domus bicellulare scavata in un costone calcareo.
- Necropoli romana.

## Società

### Evoluzione demografica
Abitanti censiti

### Tradizione e folclore
Le principali festività religiose sono:
- la festa di san Lorenzo martire: 9, 10 e 11 agosto
- la festa di san Michele arcangelo: 28 e 29 settembre
- la festa al monastero di Santa Maria di Cea: 25 marzo e 8 settembre

### Lingua e dialetti
La variante del sardo parlata a Banari è quella logudorese settentrionale.

## Curiosità
Dal paese prende nome la cipolla di Banari.

## Amministrazione
| Periodo         | Periodo         | Primo cittadino       | Partito                           | Carica  | Note   |
| --------------- | --------------- | --------------------- | --------------------------------- | ------- | ------ |
| 6 giugno 1993   | 27 aprile 1997  | Antonio Paolo Licheri | PDS                               | Sindaco | [ 6 ]  |
| 27 aprile 1997  | 13 maggio 2001  | Antonio Paolo Licheri | liste civiche di centro-sinistra  | Sindaco | [ 7 ]  |
| 13 maggio 2001  | 28 maggio 2006  | Gianpiero Cordedda    | lista civica                      | Sindaco | [ 8 ]  |
| 28 maggio 2006  | 15 maggio 2011  | Gianpiero Cordedda    | lista civica                      | Sindaco | [ 9 ]  |
| 15 maggio 2011  | 5 giugno 2016   | Gianpiero Cordedda    | lista civica "Uniti per Banari"   | Sindaco | [ 10 ] |
| 6 giugno 2016   | 11 ottobre 2021 | Antonio Carboni       | lista civica "Uniti per Banari"   | Sindaco | [ 11 ] |
| 11 ottobre 2021 | in carica       | Francesco Basciu      | lista civica "Attivamente Banari" | Sindaco | [ 12 ] |